# Zambana
Zambana és un municipi italià, dins de la província de Trento. L'any 2007 tenia 1.652 habitants. Limita amb els municipis d'Andalo, Fai della Paganella, Lavis, Mezzolombardo, Nave San Rocco i Terlago.

## Administració
| Període | Identitat     | Partit        |
| ------- | ------------- | ------------- |
| 2005-   | Michele Moser | Llista cívica |